# Sparkær Kirke
Sparkær Kirke er sognekirke i Sparkær Sogn, beliggende i byen Sparkær, vest for Viborg. Den blev indviet 17. september 1905, og afløste Borris Kirke.

## Historie
I slutningen af 1800'erne begyndte en del af de lokale sognebørn, på at danne et selvstændigt pastorat, ligesom en opførsel af en ny kirke var i tankerne. Den daværende Borris Kirke var blevet for lille, ligesom bygningsværket var i ringe stand. Desuden mente man at den lå for langt væk fra Sparkær by, hvor de fleste kirkegængere kom fra. Staten henviste til arkitekt Claudius August Wiinholt, der udarbejdede en tegning, hvor der ville være plads til 120 personer i en ny kirke. Derefter opstod der uenighed om størrelsen af byggeriet, da flere ville have 250 pladser, og ingenting skete i 10 år.
I starten af 1900'erne lykkedes det at få byggeriet igennem, og opførslen af Sparkær Kirke kunne begynde, med de oprindelige 120 pladser. Den samlede pris for kirken blev 16.000 kr., og beliggenheden blev én kilometer fra Borris Kirke. 17. september 1905 blev Sparkær Kirke officielt indviet.
Fra Borris Kirke blev blandt andet overført kirkeklokken, alter, døbefont og prædikestolen.
I 1997 blev kirken genåbnet efter en opfattende renovering.